# Tolmomyias viridiceps
El picoplano cabeciverde  o picoplano cara oliva (Tolmomyias viridiceps), es una especie de ave paseriforme de la familia Tyrannidae perteneciente al género Tolmomyias, anteriormente tratada como un grupo de subespecies del picoplano pechiamarillo Tolmomyias flaviventris. Es nativo de América del Sur en el occidente de la cuenca del Amazonas. 

## Distribución y hábitat
Se distribuye desde el sureste de Colombia, por el este de Ecuador, este de Perú, oeste de la Amazonia brasileña, hasta el noroeste de Bolivia.
Esta especie es considerada común en sus hábitats naturales: los bosques ralos y riparios, clareras y bordes, principalmente abajo de los 1100 m de altitud, pudiendo llegar hasta los 1500 m en el este de Perú.

## Sistemática

### Descripción original
La especie T. viridiceps fue descrita por primera vez por los zoólogos británicos Philip Lutley Sclater y Osbert Salvin en 1873 bajo el nombre científico Rhynchocyclus viridiceps, la localidad tipo es «Pebas, Loreto, Perú».

### Etimología
El nombre genérico masculino «Tolmomyias» se compone de las palabras del griego «tolma, tolmēs» que significa ‘coraje’, ‘audacia’, y «muia, muias» que significa ‘mosca’; y el nombre de la especie «viridiceps» se compone de las palabras del latín «viridis»  que significa ‘verde’, y «ceps» que significa ‘coronado, de cabeza’.

### Taxonomía
Las relaciones dentro del género son inciertas, pendientes de completarse estudios genéticos más amplios. Tradicionalmente fue tratada como conespecífica con Tolmomyias flaviventris como el grupo politípico de subespecies viridiceps del oeste de la Amazonia (viridiceps, zimmeri, subsimilis). Diversos autores, como Bates et al (1992), Hilty (2003) y Ridgely & Tudor (2009) y clasificaciones ya consideraban a T. flaviventris y T. viridiceps, como especies separadas, con base en significativas diferencias de vocalización y de plumaje, lo que fue finalmente seguido por las principales clasificaciones. El Comité de Clasificación de Sudamérica (SACC) aguarda una propuesta para analizar el reconocimiento.

### Subespecies
Según las clasificaciones del Congreso Ornitológico Internacional (IOC) y Clements Checklist/eBird se reconocen tres subespecies, con su correspondiente distribución geográfica:
- Tolmomyias viridiceps viridiceps (P.L. Sclater & Salvin, 1873) - sureste de Colombia, este de Ecuador, este del Perú y oeste de la Amazonia brasileña.
- Tolmomyias viridiceps zimmeri Bond, 1947 - norte y centro del Perú (San Martín hacia el sur hasta Junín).
- Tolmomyias viridiceps subsimilis Carriker, 1935 - sureste del Perú, suroeste de Brasil y noroeste de Bolivia.